# Chaetodipus pernix
Chaetodipus pernix е вид бозайник от семейство Торбести скокливци (Heteromyidae).

## Разпространение
Видът е разпространен в Мексико (Наярит, Синалоа и Сонора).